# 蔭山広氏
蔭山 広氏（かげやま　ひろうじ）は室町時代の武将。『寛政重修諸家譜』によれば、第4代鎌倉公方足利持氏の遺児。位階は正五位下、官位は播磨守。

## 概要
永享の乱の際に父・足利持氏は自害したが、当時3歳であった広氏は乳母に抱かれて広氏の母方の紀姓蔭山氏がいる伊豆国に逃れ、後に蔭山氏を継いだという。周昉（守実）と同一人物とする説がある。